# Giro di Turchia 2017
Il Giro di Turchia 2017, cinquantatreesima edizione della corsa, valido come prova dell'UCI World Tour 2017, si svolse in 6 tappe dal 10 al 15 ottobre 2017 (inizialmente fissato fra il 18 e il 23 aprile, fu poi rimandato) su un percorso di 1 026,3 km, con partenza da Alanya e arrivo a Istanbul, in Turchia. La vittoria fu appannaggio dell'italiano Diego Ulissi, che terminò la gara in 26h32'13" alla media di 38,591 km/h, precedendo il danese Jesper Hansen e il connazionale Fausto Masnada.
Al traguardo di Istanbul 93 ciclisti, su 104 partiti da Alanya, portarono a termine la competizione.

## Tappe
| Tappa  | Data       | Percorso            | km      | Vincitore di tappa | Leader cl. generale |
| ------ | ---------- | ------------------- | ------- | ------------------ | ------------------- |
| 1ª     | 10 ottobre | Alanya > Kemer      | 176,7   | Sam Bennett        | Sam Bennett         |
| 2ª     | 11 ottobre | Kumluca > Fethiye   | 206     | Sam Bennett        | Sam Bennett         |
| 3ª     | 12 ottobre | Fethiye > Marmaris  | 128,6   | Sam Bennett        | Sam Bennett         |
| 4ª     | 13 ottobre | Marmaris > Selçuk   | 205,3   | Diego Ulissi       | Diego Ulissi        |
| 5ª     | 14 ottobre | Selçuk > Smirne     | 166     | Sam Bennett        | Diego Ulissi        |
| 6ª     | 15 ottobre | Istanbul > Istanbul | 143,7   | Edward Theuns      | Diego Ulissi        |
| Totale | Totale     | Totale              | 1 026,3 |                    |                     |

## Squadre e corridori partecipanti
| N.    | Cod. | Squadra                |
| ----- | ---- | ---------------------- |
| 1-8   | TUR  | Turchia                |
| 11-18 | AST  | Astana Pro Team        |
| 21-28 | BOH  | Bora-Hansgrohe         |
| 31-38 | TFS  | Trek-Segafredo         |
| 41-48 | UAD  | UAE Team Emirates      |
| 51-58 | CJR  | Caja Rural-Seguros RGA |
| 61-68 | CCC  | CCC Sprandi Polkowice  |

| N.      | Cod. | Squadra                       |
| ------- | ---- | ----------------------------- |
| 71-78   | GAZ  | Gazprom-RusVelo               |
| 81-88   | WIL  | Wilier Triestina-Selle Italia |
| 91-98   | SOU  | Soul Brasil Pro Cycling Team  |
| 101-108 | WVA  | WB-Veranclassic-Aqua Protect  |
| 111-118 | BRD  | Bardiani-CSF                  |
| 121-128 | ANS  | Androni-Sidermec-Bottecchia   |

## Dettagli delle tappe

### 1ª tappa
- 10 ottobre: Alanya > Kemer – 176,7 km

Risultati
| Pos. | Corridore      | Squadra | Tempo    |
| ---- | -------------- | ------- | -------- |
| 1    | Sam Bennett    | Bora    | 3h57'26" |
| 2    | Marco Benfatto | Androni | s.t.     |
| 3    | Edward Theuns  | Trek    | s.t.     |

| Pos. | Corridore      | Squadra | Tempo    |
| ---- | -------------- | ------- | -------- |
| 1    | Sam Bennett    | Bora    | 3h57'16" |
| 2    | Marco Benfatto | Androni | a 4"     |
| 3    | Edward Theuns  | Trek    | a 6"     |

### 2ª tappa
- 11 ottobre: Kumluca > Fethiye – 206 km

Risultati
| Pos. | Corridore       | Squadra | Tempo    |
| ---- | --------------- | ------- | -------- |
| 1    | Sam Bennett     | Bora    | 6h02'06" |
| 2    | Edward Theuns   | Trek    | s.t.     |
| 3    | Riccardo Minali | Astana  | s.t.     |

| Pos. | Corridore      | Squadra | Tempo    |
| ---- | -------------- | ------- | -------- |
| 1    | Sam Bennett    | Bora    | 9h59'12" |
| 2    | Edward Theuns  | Trek    | a 10"    |
| 3    | Marco Benfatto | Androni | a 14"    |

### 3ª tappa
- 12 ottobre: Fethiye > Marmaris – 128,6 km

Risultati
| Pos. | Corridore       | Squadra | Tempo    |
| ---- | --------------- | ------- | -------- |
| 1    | Sam Bennett     | Bora    | 3h25'26" |
| 2    | Edward Theuns   | Trek    | s.t.     |
| 3    | Simone Consonni | UAE     | s.t.     |

| Pos. | Corridore       | Squadra | Tempo     |
| ---- | --------------- | ------- | --------- |
| 1    | Sam Bennett     | Bora    | 13h24'28" |
| 2    | Edward Theuns   | Trek    | a 14"     |
| 3    | Simone Consonni | UAE     | a 26"     |

### 4ª tappa
- 13 ottobre: Marmaris > Selçuk – 205,3 km

Risultati
| Pos. | Corridore       | Squadra | Tempo    |
| ---- | --------------- | ------- | -------- |
| 1    | Diego Ulissi    | UAE     | 5h36'03" |
| 2    | Jesper Hansen   | Astana  | a 5"     |
| 3    | Daniel Martínez | Wilier  | a 9"     |

| Pos. | Corridore      | Squadra | Tempo     |
| ---- | -------------- | ------- | --------- |
| 1    | Diego Ulissi   | UAE     | 19h00'50" |
| 2    | Jesper Hansen  | Astana  | a 12"     |
| 3    | Fausto Masnada | Androni | a 24"     |

### 5ª tappa
- 14 ottobre: Selçuk > Smirne – 166 km

Risultati
| Pos. | Corridore       | Squadra | Tempo    |
| ---- | --------------- | ------- | -------- |
| 1    | Sam Bennett     | Bora    | 4h06'51" |
| 2    | Ahmet Örken     | Turchia | s.t.     |
| 3    | Simone Consonni | UAE     | s.t.     |

| Pos. | Corridore      | Squadra | Tempo     |
| ---- | -------------- | ------- | --------- |
| 1    | Diego Ulissi   | UAE     | 23h07'41" |
| 2    | Jesper Hansen  | Astana  | a 12"     |
| 3    | Fausto Masnada | Androni | a 24"     |

### 6ª tappa
- 15 ottobre: Istanbul > Istanbul – 143,7 km

Risultati
| Pos. | Corridore         | Squadra | Tempo    |
| ---- | ----------------- | ------- | -------- |
| 1    | Edward Theuns     | Trek    | 3h24'32" |
| 2    | Matteo Pelucchi   | Bora    | s.t.     |
| 3    | Francesco Gavazzi | Androni | s.t.     |

| Pos. | Corridore      | Squadra | Tempo     |
| ---- | -------------- | ------- | --------- |
| 1    | Diego Ulissi   | UAE     | 26h32'13" |
| 2    | Jesper Hansen  | Astana  | a 12"     |
| 3    | Fausto Masnada | Androni | a 24"     |

## Evoluzione delle classifiche
| Tappa              | Vincitore          | Classifica generale Maglia turchese | Classifica a punti Maglia verde | Classifica scalatori Maglia rossa | Classifica giovani Maglia bianca | Classifica a squadre          |
| ------------------ | ------------------ | ----------------------------------- | ------------------------------- | --------------------------------- | -------------------------------- | ----------------------------- |
| 1ª                 | Sam Bennett        | Sam Bennett                         | Sam Bennett                     | Enrico Barbin                     | Vincenzo Albanese                | Androni-Sidermec-Bottecchia   |
| 2ª                 | Sam Bennett        | Sam Bennett                         | Sam Bennett                     | Mirco Maestri                     | Riccardo Minali                  | Androni-Sidermec-Bottecchia   |
| 3ª                 | Sam Bennett        | Sam Bennett                         | Sam Bennett                     | Mirco Maestri                     | Vincenzo Albanese                | Androni-Sidermec-Bottecchia   |
| 4ª                 | Diego Ulissi       | Diego Ulissi                        | Sam Bennett                     | Danilo Celano                     | Daniel Martínez                  | Wilier Triestina-Selle Italia |
| 5ª                 | Sam Bennett        | Diego Ulissi                        | Sam Bennett                     | Mirco Maestri                     | Daniel Martínez                  | Wilier Triestina-Selle Italia |
| 6ª                 | Edward Theuns      | Diego Ulissi                        | Edward Theuns                   | Mirco Maestri                     | Daniel Martínez                  | Wilier Triestina-Selle Italia |
| Classifiche finali | Classifiche finali | Diego Ulissi                        | Edward Theuns                   | Mirco Maestri                     | Daniel Martínez                  | Wilier Triestina-Selle Italia |

## Classifiche finali

### Classifica generale - Maglia turchese
| Pos. | Corridore          | Squadra | Tempo     |
| ---- | ------------------ | ------- | --------- |
| 1    | Diego Ulissi       | UAE     | 26h32'13" |
| 2    | Jesper Hansen      | Trek    | a 12"     |
| 3    | Fausto Masnada     | Androni | a 24"     |
| 4    | Daniel Martínez    | Wilier  | a 29"     |
| 5    | Ildar Arslanov     | Gazprom | a 30"     |
| 6    | Yonder Godoy       | Wilier  | s.t.      |
| 7    | Francesco Gavazzi  | Androni | a 38"     |
| 8    | Przemysław Niemiec | UAE     | a 47"     |
| 9    | Andrej Zejc        | Astana  | a 50"     |
| 10   | Jarlinson Pantano  | Trek    | a 1'03"   |

### Classifica a punti - Maglia verde
| Pos. | Corridore         | Squadra | Punti |
| ---- | ----------------- | ------- | ----- |
| 1    | Edward Theuns     | Trek    | 68    |
| 2    | Sam Bennett       | Bora    | 60    |
| 3    | Simone Consonni   | UAE     | 52    |
| 4    | Francesco Gavazzi | Androni | 44    |
| 5    | Riccardo Minali   | Astana  | 42    |

### Classifica scalatori - Maglia rossa
| Pos. | Corridore          | Squadra    | Punti |
| ---- | ------------------ | ---------- | ----- |
| 1    | Mirco Maestri      | Bardiani   | 14    |
| 2    | Danilo Celano      | Caja Rural | 12    |
| 3    | Alessandro Tonelli | Bardiani   | 8     |
| 4    | Thomas Deruette    | WB-Veran.  | 7     |
| 5    | Diego Ulissi       | UAE        | 5     |

### Classifica giovani - Maglia bianca
| Pos. | Corridore         | Squadra  | Tempo     |
| ---- | ----------------- | -------- | --------- |
| 1    | Daniel Martínez   | Wilier   | 26h32'42" |
| 2    | Piotr Brożyna     | CCC      | a 1'59"   |
| 3    | Michał Paluta     | CCC      | a 3'28"   |
| 4    | Vincenzo Albanese | Bardiani | a 4'00"   |
| 5    | Riccardo Minali   | Astana   | a 12'21"  |

### Classifica a squadre
| Pos. | Squadra                       | Tempo     |
| ---- | ----------------------------- | --------- |
| 1    | Wilier Triestina-Selle Italia | 79h38'53" |
| 2    | UAE Team Emirates             | a 49"     |
| 3    | Astana Pro Team               | a 1'37"   |
| 4    | Bora-Hansgrohe                | a 2'15"   |
| 5    | Trek-Segafredo                | a 2'21"   |